# VV DOS in het seizoen 1964/65
Het seizoen 1964/1965 was het 11e jaar in het bestaan van de Utrechtse betaaldvoetbalclub DOS. De club kwam uit in de Eredivisie en eindigde daarin op de 12e plaats. Tevens deed de club mee aan het toernooi om de KNVB Beker, hierin werd in de eerste ronde verloren van NOAD (1–3).

## Wedstrijdstatistieken

### Eredivisie
|       | ADO   | Ajax  | DWS   | Sportclub Enschede | Feijenoord | Fortuna '54 | Go Ahead | GVAV  | Heracles | MVV   | NAC   | PSV   | Sittardia | Sparta | Telstar |
| ----- | ----- | ----- | ----- | ------------------ | ---------- | ----------- | -------- | ----- | -------- | ----- | ----- | ----- | --------- | ------ | ------- |
| Thuis | 0 – 3 | 2 – 2 | 1 – 2 | 0 – 2              | 3 – 1      | 0 – 3       | 3 – 1    | 2 – 3 | 1 – 4    | 1 – 1 | 1 – 1 | 2 – 0 | 2 – 1     | 0 – 4  | 3 – 1   |
| Uit   | 2 – 1 | 0 – 0 | 0 – 0 | 2 – 2              | 4 – 2      | 2 – 4       | 3 – 3    | 0 – 1 | 1 – 0    | 2 – 2 | 3 – 0 | 1 – 1 | 1 – 1     | 1 – 1  | 1 – 4   |

### KNVB Beker
| 1e ronde                                              | NOAD                                        | 3 – 1 (1 – 0) | DOS                      |
| 4 oktober 1964 Plaats: Tilburg Gemeentelijk Sportpark | Theo Netten 18', 82' Harry van Stiphout 51' |               | 72' Tonny van der Linden |

### Jaarbeursstedenbeker
| 1e ronde                                                      | Kjøbenhavns Boldklub                                | 3 – 4 (2 – 4)    | DOS                                                          |
| 30 september 1964 Plaats: Kopenhagen Frederiksberg Idrætspark | Leif Mortensen 13' Bent Poulsen 35' Finn Møller 63' | Wedstrijdverslag | 19' Wim Visser 20', 21' Tonny van der Linden 43' Hans Sleven |
| 1e ronde                                                      | DOS                                                 | 2 – 1 (1 – 1)    | Kjøbenhavns Boldklub                                         |
| 13 oktober 1964 Plaats: Utrecht Galgenwaard                   | Henk Wery 34', 87'                                  | Wedstrijdverslag | 34' Ole Sørensen                                             |
| 2e ronde                                                      | DOS                                                 | 0 – 2 (0 – 1)    | RFC Liégeois                                                 |
| 19 november 1964 Plaats: Utrecht Galgenwaard                  |                                                     | Wedstrijdverslag | 31' Georget Bertoncello 73' Victor Wegria                    |
| 2e ronde                                                      | RFC Liégeois                                        | 2 – 0 (1 – 0)    | DOS                                                          |
| 9 december 1964 Plaats: Luik Stade Vélodrome de Rocourt       | Gérard Sulon 38', 67'                               | Wedstrijdverslag |                                                              |

## Statistieken DOS 1964/1965

### Eindstand DOS in de Nederlandse Eredivisie 1964 / 1965
| Stand | Gespeeld | Gewonnen | Gelijk | Verloren | Punten | Doelpunten voor | Doelpunten tegen |
| ----- | -------- | -------- | ------ | -------- | ------ | --------------- | ---------------- |
| 12e   | 30       | 8        | 11     | 11       | 27     | 43              | 52               |

### Topscorers
| #      | Naam                 | Goal |
| ------ | -------------------- | ---- |
| 1.     | Tonny van der Linden | 14   |
| 2.     | Henk Wery            | 8    |
| 3.     | Wim Visser           | 6    |
| 4.     | Ries van den Bogert  | 3    |
| 4.     | Ger Farenhorst       | 3    |
| 4.     | Cees Loffeld         | 3    |
| 7.     | Eddy Achterberg      | 2    |
| 7.     | Hans Sleven          | 2    |
| 9.     | Joop Rooders         | 1    |
| 9.     | Henk Vonk            | 1    |
| Totaal | Totaal               | 43   |

| #      | Naam                 | Goal |
| ------ | -------------------- | ---- |
| 1.     | Tonny van der Linden | 1    |
| Totaal | Totaal               | 1    |

| #      | Naam                 | Goal |
| ------ | -------------------- | ---- |
| 1.     | Tonny van der Linden | 2    |
| 1.     | Henk Wery            | 2    |
| 3.     | Hans Sleven          | 1    |
| 3.     | Wim Visser           | 1    |
| Totaal | Totaal               | 6    |

## Voetnoten
ADO ·
Ajax ·
DOS ·
DWS ·
Sportclub Enschede ·
Feijenoord ·
Fortuna '54 ·
Go Ahead ·
GVAV ·
Heracles ·
MVV ·
NAC ·
PSV ·
Sittardia ·
Sparta ·
Telstar